# Kåikaure (Jokkmokks socken, Lappland, 738700-168225)
Kåikaure är en sjö i Jokkmokks kommun i Lappland och ingår i Luleälvens huvudavrinningsområde. Sjön har en area på 0,335 kvadratkilometer och ligger 295,2 meter över havet. Sjön avvattnas av vattendraget Sör-Tjalmejaurbäcken.

## Delavrinningsområde
Kåikaure ingår i det delavrinningsområde (738628-168177) som SMHI kallar för Mynnar i Linabäcken. Medelhöjden är 306 meter över havet och ytan är 4,28 kvadratkilometer. Räknas de 2 avrinningsområdena uppströms in blir den ackumulerade arean 24,97 kvadratkilometer. Sör-Tjalmejaurbäcken som avvattnar avrinningsområdet har biflödesordning 4, vilket innebär att vattnet flödar genom totalt 4 vattendrag innan det når havet efter 180 kilometer. Avrinningsområdet består mestadels av skog (56 procent) och sankmarker (36 procent). Avrinningsområdet har 0,34 kvadratkilometer vattenytor vilket ger det en sjöprocent på 7,9 procent.